# 서식스 공작 오거스터스 프레더릭

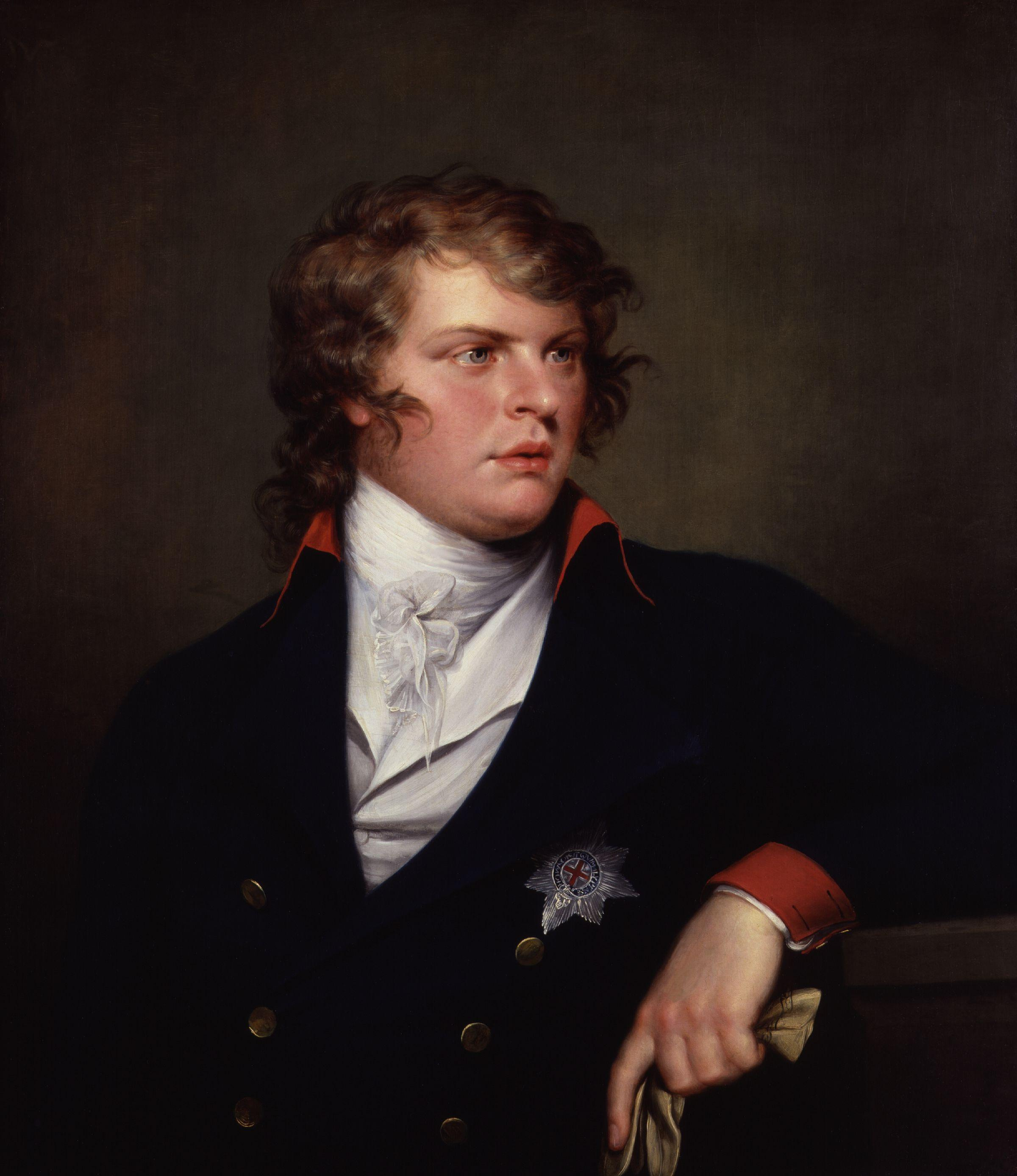
오거스터스 프레더릭 왕자

서식스 공작 오거스터스 프레더릭(Prince Augustus Frederick, Duke of Sussex, KG, KT, GCB, GCH, PRS, FRSA)은 조지 3세와 조피 왕비의 여섯째 아들(아홉째 자식)이다. 조지 4세, 윌리엄 4세의 동생으로, 빅토리아 여왕의 작은 아버지이다.